# Alfa Pendular

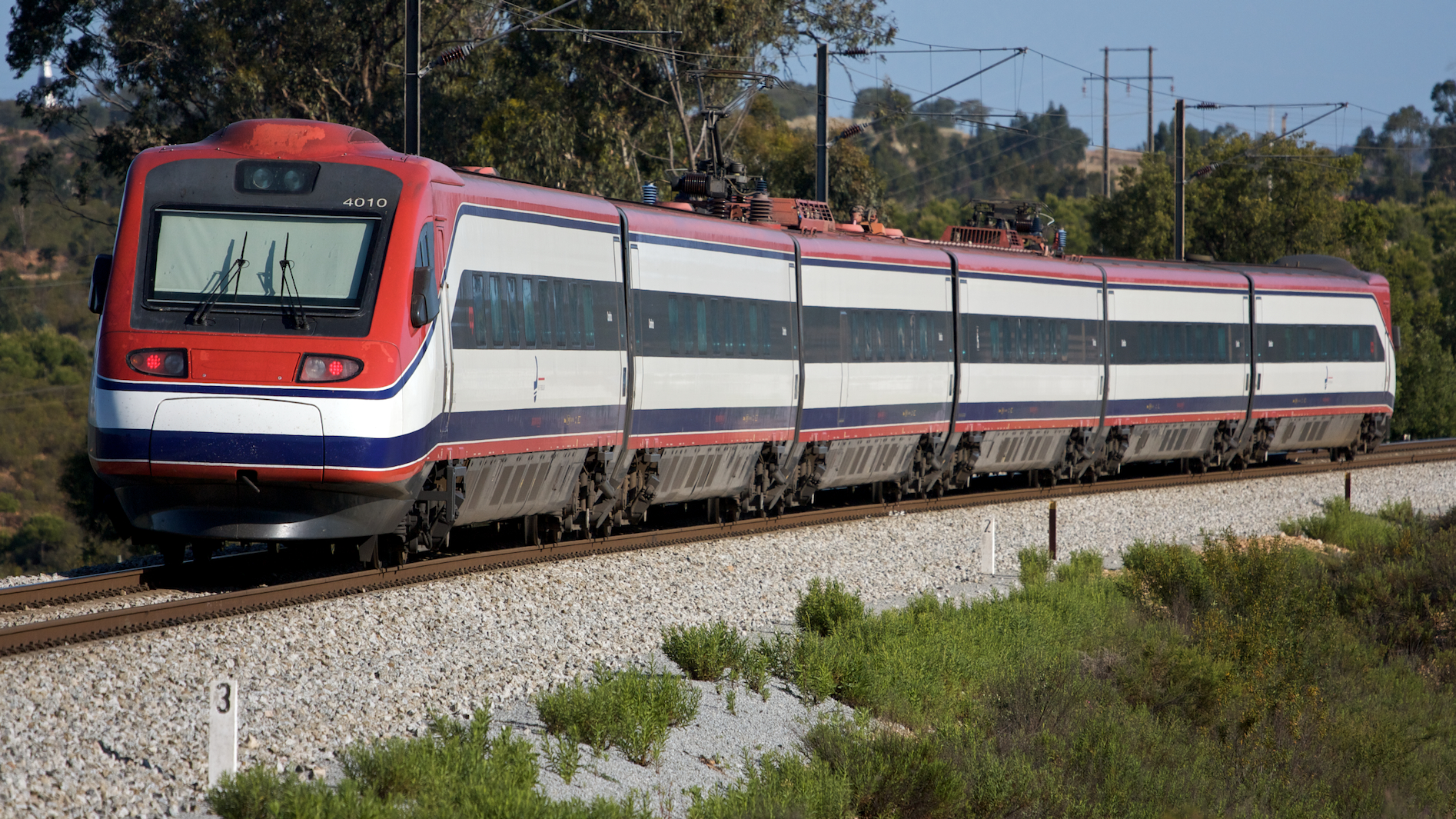
Alfa Pendular 4010 w Lousal (2009)

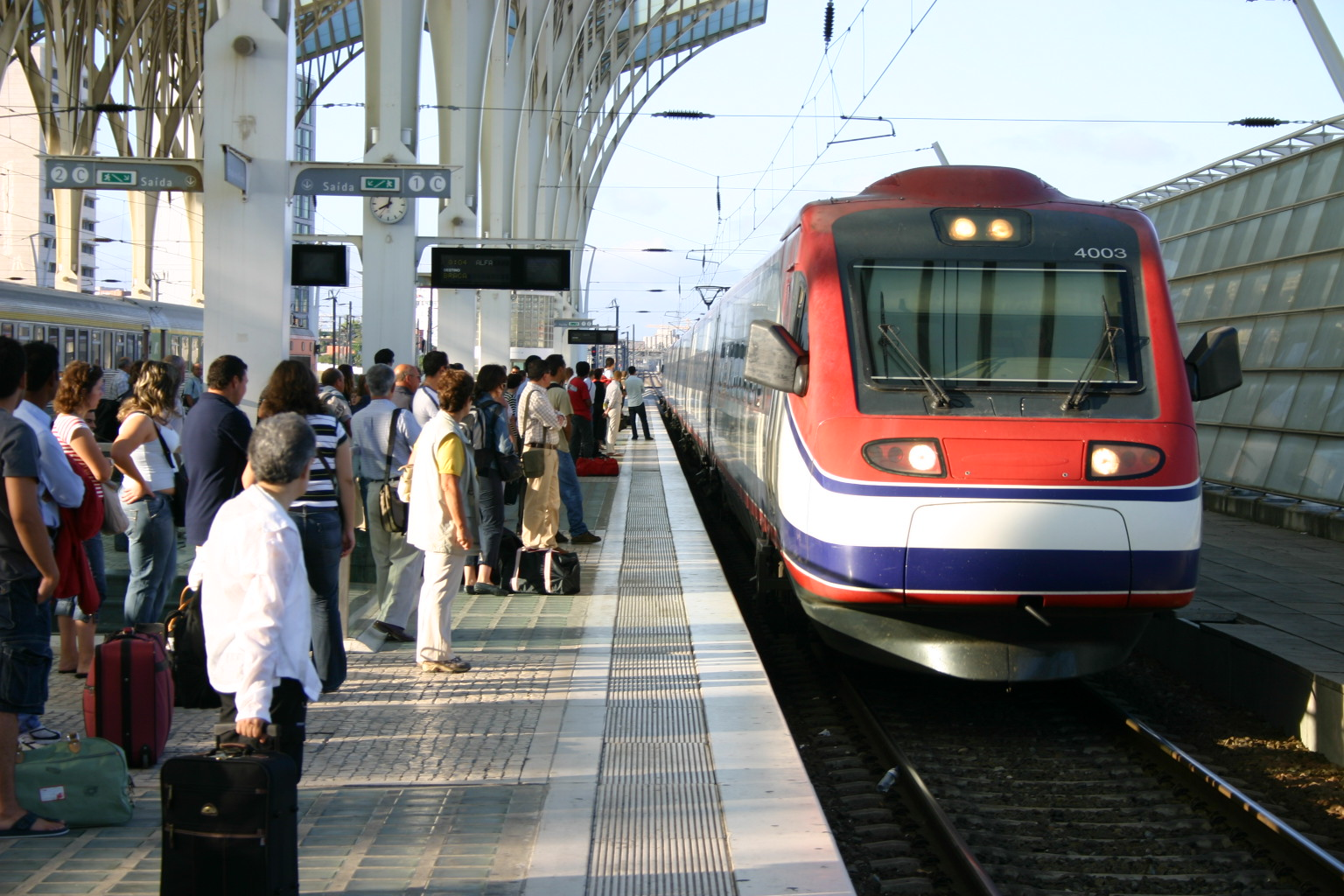
Alfa Pendular na stacji Lisboa Oriente

Alfa Pendular – nazwa pociągu dużych prędkości Pendolino, eksploatowanego od 1999 r. przez państwowego portugalskiego przewoźnika kolejowego Comboios de Portugal.
Łączy m.in. miasta: Braga, Porto, Aveiro, Coimbra, Santarém, Lizbona, Faro i Albufeira. 
Wychylne nadwozie pozwala na jego wykorzystanie na liniach krętych, co jest bardziej efektywne od tradycyjnych pociągów.